# 海外收入豁免
海外收入豁免是美国税收制度中的一项政策。通常来说，美国对其公民或居民在全球范围的收入进行课税。然而，在海外工作的公民或居民的应纳税收入可以得到部分的豁免。单个纳税人的最高海外收入豁免额度受货币通货膨胀或紧缩影响，截止到2019年，该最高豁免额度为105,900美元。多人进行联合报税时，最多使用两份该额度。海外收入豁免只对美国以外的工资或自雇收入起作用。纳税人需要在2555表格上披露有关海外收入的信息。

## 延伸阅读
- Davis, Shelley L.; Matalin, Mary. . New York: Harper Collins. 1997. ISBN 0-88730-829-5.
- Johnston, David Cay. . New York: Portfolio. 2003. ISBN 1-59184-019-8.
- Rossotti, Charles O. . Cambridge: Harvard Business School Press. 2005. ISBN 1-59139-441-4.
- Roth, William V., Jr.; Nixon, William H. . New York: Atlantic Monthly Press. 1999. ISBN 0-87113-748-8.